# Chicken Girls: The Movie
Chicken Girls: The Movie es una película de comedia dramática estadounidense de 2018 basada en la serie de Brat TV del mismo nombre. La película fue dirigida por Asher Levin y escrita por Janey Feingold. Esta protagonizada por Annie LeBlanc, Hayden Summerall, entre otros. La película se estrenó el 29 de junio de 2018 del canal Brat TV.

## Sinopsis
Rhyme y sus amigos intentan recuperar la Fiesta de la Primavera cuando el nuevo director planea cancelarla y prohibir a los alumnos cantar y bailar.

## Reparto
- Jules LeBlanc como Rhyme
- Hayden Summerall como TK
- Brooke Elizabeth Butler como Ellie
- Carson Lueders como Ace
- Indiana Massara como Rooney
- Aliyah Moulden como Luna
- Grayson Thorne Kilpatrick como Sheldon
- Adrian R'Mante como Señor Singer
- Melanie Paxson como Principal Anthony
- Rush Holland como Flash
- Hayley LeBlanc como Harmony McAdams
- Dylan Conrique como Kayla Sharp
- Riley Lewis como Quinn Forrester
- Madison Lewis como Birdie Kaye
- Caden Conrique como Tim
- Jeremiah Perkins como Hamilton
- Jenna Davis como Monica
- Billy LeBlanc como Sr. Forrester
- Rebecca Zamolo como Sra. Forrester
- Kelsey Leon como Kimmie
- Erin Reese Delanette como Bess
- Tallinn Silva como Jade
- Jaden Martin como Davis

## Producción
El estreno tuvo lugar el 28 de junio de 2018 en el Ahrya Fine Arts Theatre en Beverly Hills, California.La película se estrenó en línea a través del canal Brat TV el 29 de junio de 2018.

## Banda sonora
«Dancing on the Ceiling» interpretada por Jules LeBlanc y el elenco de la serie web Chicken Girls, fue lanzada como sencillo el 29 de mayo de 2018, junto con su vídeo musical.La canción sirvió como número de apertura de la película. Durante la escena con Rhyme, Rooney, Ace y Luna llevando a cabo la Operación Tango, se utilizó la canción «Feels Good» de Carson Lueders. Después de la prueba, Rhyme cantó una versión de «Stay» de Lisa Loeb. «Party Favor» de Cali Rodi también se usó como canción para el número de baile final de la película. Al final de la película, cuando TK y Rhyme se besaron, así como en el outro de la película, se usó la canción «Smiles For You» de Hayden Summerall. Carson Lueders también interpretó una canción en esta película que nunca se estrenó fuera de la película.

## Recepción
Recibió 2 millones de espectadores en su primer día y llegó a 10 millones de visitas el 17 de julio de 2018.La película no atracó mucha atención de Hollywood tras su estreno.Recibió una crítica mixta a negativa de Decider, quien elogió la actuación de Butler diciendo que «Butler realmente vende el personaje», pero criticó el «diálogo de hammy» y los «aspectos musicales de mala calidad».Alcanzó a los 25 millones de visitas el 28 de enero de 2020. La película es el programa más popular que se ha estrenado en Brat, ya que tiene 40 millones de visitas (a partir de febrero de 2024).